# It's Over
«It's Over» es el segundo sencillo del álbum Departure, del cantante estadounidense Jesse McCartney.

## Información
La canción fue lanzada digitalmente el 26 de agosto de 2008.

### Lista de canciones
Descarga digital
1. It's Over (Radio Edit)

It's Over (The Remixes) - Promo CD
1. It's Over (Gimo Radio Edit)
2. It's Over (Gimo Mixshow Mix)
3. It's Over (Gimo Club Mix)

## Video
El video muestra a McCartney y a su banda cantando, donde él necesita borrar de su mente un relación y la traición que causó su fin. McCartney cae en una alegre amnesia donde todos los recuerdos buenos y malos que pasó con su pareja empiezan a desaparecer y se desvanecen.
Fue dirigido por Rich Lee, producido por Michael Angelos y la casa productora DNA. Ha logrado más de 11.5 millones de visitas en el canal oficial de Hollywood Records en YouTube, y más de 2 millones en el canal oficial de Jesse McCartney. Fue lanzado digitalmente en iTunes el 9 de diciembre del 2008.

## Posicionamiento
| Listas (2008)                         | Posición |
| ------------------------------------- | -------- |
| Canadian Hot 100                      | 98       |
| U.S. Billboard Bubbling Under Hot 100 | 2        |
| U.S. Billboard Hot 100                | 62       |
| U.S. Billboard Digital Songs          | 60       |
| U.S. Billboard Pop 100                | 31       |
| U.S. Billboard Pop 100 Airplay        | 24       |